# Nyitott Flamand Liberálisok és Demokraták
A Nyitott Flamand Liberálisok és Demokraták (hollandul: Open Vlaamse Liberalen en Democraten, rövidítése: Open Vld vagy VLD) egy liberális, konzervatív liberális szellemiségű belgiumi párt, amely a Flamand Közösség területén működik. Francia, vallóniai megfelelője a Charles Michel vezette Reform Mozgalom. 
A párt 1992-ben alapult meg a Szabadság és Haladás Párt utódjaként, a párt 1999 és 2008 között kormányozta az országot Guy Verhofstadt miniszterelnökkel. A legutóbbi 2007-2008 közti kormányzásuk alatt a konzervatív-jobbközép Új Flamand Szövetség, Kereszténydemokrata és Flamand illetve a vallóniai liberális Reform Mozgalom voltak koalícióban, amiről a kormánykoalíció a pártok színe miatt a svéd kormány jelzőt kapta.
A párt a 2004-es belgiumi regionális választás után a Flamand Parlamentben kormánykoalícióra lépett a kereszténydemokratákkal és a szocialistákkal. A párt tagja volt a Yves Leterme első és második kormányának , Herman Van Rompuy kormányának illetve Elio Di Rupo 2011-ben alakult kormányának.

## Párt története
A párt ideológiai elődje az 1846-ban alapított Liberális Párt, amit Walthère Frère-Orban hozott létre. Ő ellenezte a római katolikus egyház befolyását az országban, antiklérikus szellemiségű volt. A párt 1961-ben a párt feloszlott és helyébe a kétnyelvű Szabadság és Haladás Pártja lépett. Az új párt vezetője Omer Vanaudenhove lett, a párt anti-klérikus szellemisége megmaradt és elsősorban a munkáltatókat képviselték, nyitottakká váltak a hívők és bizonyos szinten a munkások felé. A párt a klasszikus liberalizmus képviselője volt.
Az 1960-as évek vége és 1970-es évek eleje közt a különböző közösségek közti feszültség egyre nőtt, a pártban is így történt, ennek hatására 1972-ben a párt flamand és frankofón pártokra esett szét. Flamand oldalon Frans Grootjans, Herman Vanderpoorten és Willy De Clercq voltak a meghatározó liberális politikusok, míg frankofón oldalon Milou Jeunehomme vezetésével létrejött a Liberális Reform Párt. A flamand liberálisok (VVD) támogatták az eutanáziát, az LMBT emberek jogegyenlőségét és a nemi egyenlőséget.
1982-ben 29 évesen a PVV (Flamand Liberális Párt) elnöke lett Guy Verhofstadt,  őt Annemie Neyts követte pártelnökként. Neyts lett az első női pártelnök az országban.
A jelenleg is létező párt 1992-ben alapult meg, Guy Verhofstadt javaslatára. Annak ellenére, hogy a párt a Liberális Párt ideológiai örököse, számos szocialista és nemzeti demokrata szellemiségű csatlakozott a párthoz. A párt 1999-ben nyerte meg a választásokat és került kormányra.

## Választási eredmények

### Szövetségi Parlament
| Év   | Szavazatok | %    | Nyelvi csoportok szavazatai % | Képviselőházi mandátumok | +/- | Szenátusi mandátumok | +/- | Státusz  |
| ---- | ---------- | ---- | ----------------------------- | ------------------------ | --- | -------------------- | --- | -------- |
| 1995 | 798 363    | 13.1 | -                             | 21 / 150                 | 5   | 6 / 40               | 7   | Ellenzék |
| 1999 | 888,973    | 14.3 | -                             | 23 / 150                 | 2   | 6 / 40               | 0   | Koalíció |
| 2003 | 1 009 223  | 15.4 | 25.9                          | 27 / 150                 | 2   | 7 / 40               | 1   | Koalíció |
| 2007 | 789 445    | 11.8 | 18.8                          | 18 / 150                 | 7   | 5 / 40               | 2   | Koalíció |
| 2010 | 563 873    | 8.6  | 13.6                          | 13 / 150                 | 5   | 4 / 40               | 1   | Koalíció |
| 2014 | 659 582    | 9.8  | -                             | 14 / 150                 | 1   | 5 / 60               | 1   | Koalíció |
| 2019 | 579,334    | 8.5  | -                             | 12 / 150                 | 2   | 5 / 60               | 0   | Koalíció |
| 2024 | 380,659    | 5.45 | -                             | 7 / 150                  | 5   | 5 / 60               | 0   | TBD      |

## Fordítás
- Ez a szócikk részben vagy egészben  az   Open Vlaamse Liberalen en Democraten című angol Wikipédia-szócikk ezen változatának fordításán alapul.  Az eredeti cikk szerkesztőit annak laptörténete sorolja fel. Ez a jelzés csupán a megfogalmazás eredetét és a szerzői jogokat jelzi, nem szolgál a cikkben szereplő információk forrásmegjelöléseként.